# Чемпіонат світу з дзюдо 2017
Чемпіонат світу з дзюдо 2017  пройшов у Будапешті, Угорщина з 28 серпня по 3 вересня 2017 року.

## Медальний залік
| Місце   | Країна          | Золото | Срібло | Бронза | Загалом |
| ------- | --------------- | ------ | ------ | ------ | ------- |
| 1       | Японія          | 8      | 4      | 1      | 13      |
| 2       | Франція         | 2      | 0      | 2      | 4       |
| 3       | Бразилія        | 1      | 2      | 2      | 5       |
| 4       | Монголія        | 1      | 1      | 4      | 6       |
| 5       | КНР             | 1      | 0      | 0      | 1       |
| 5       | Німеччина       | 1      | 0      | 0      | 1       |
| 5       | Сербія          | 1      | 0      | 0      | 1       |
| 8       | Азербайджан     | 0      | 2      | 2      | 4       |
| 9       | Словенія        | 0      | 2      | 0      | 2       |
| 10      | Росія           | 0      | 1      | 3      | 4       |
| 11      | Грузія          | 0      | 1      | 2      | 3       |
| 12      | Італія          | 0      | 1      | 0      | 1       |
| 12      | Пуерто-Рико     | 0      | 1      | 0      | 1       |
| 14      | Південна Корея  | 0      | 0      | 4      | 4       |
| 15      | Велика Британія | 0      | 0      | 2      | 2       |
| 16      | Колумбія        | 0      | 0      | 1      | 1       |
| 16      | Куба            | 0      | 0      | 1      | 1       |
| 16      | Іран            | 0      | 0      | 1      | 1       |
| 16      | Ізраїль         | 0      | 0      | 1      | 1       |
| 16      | Казахстан       | 0      | 0      | 1      | 1       |
| 16      | Польща          | 0      | 0      | 1      | 1       |
| 16      | Іспанія         | 0      | 0      | 1      | 1       |
| 16      | Узбекистан      | 0      | 0      | 1      | 1       |
| Загалом | Загалом         | 15     | 15     | 30     | 60      |

## Змагання

### Чоловіки
| Змагання     | Золото             | Срібло              | Бронза                |
| ------------ | ------------------ | ------------------- | --------------------- |
| До 60 кг     | Наохіса Такато     | Орхан Сафаров       | Ганбатин Болдбаатар   |
| До 60 кг     | Наохіса Такато     | Орхан Сафаров       | Дійорбек Урозбоєв     |
| До 66 кг     | Хіфумі Абе         | Михайло Пуляєв      | Важа Марґвелашвілі    |
| До 66 кг     | Хіфумі Абе         | Михайло Пуляєв      | Таль Флікер           |
| До 73 кг     | Соїчі Хашімото     | Рустам Оруджев      | Ан Чанг Рім           |
| До 73 кг     | Соїчі Хашімото     | Рустам Оруджев      | Ганбаатар Одбаяр      |
| До 81 кг     | Александр Віцерзак | Маттео Маркончіні   | Саїд Моллаеї          |
| До 81 кг     | Александр Віцерзак | Маттео Маркончіні   | Хасан Халмурзаєв      |
| До 90 кг     | Неманья Майдов     | Міхаель Жганк       | Квак Дон Хан          |
| До 90 кг     | Неманья Майдов     | Міхаель Жганк       | Ушангі Маргіані       |
| До 100 кг    | Аарон Вольф        | Варлам Ліпартеліані | Ельмар Гасимов        |
| До 100 кг    | Аарон Вольф        | Варлам Ліпартеліані | Кирил Денисов         |
| Понад 100 кг | Тедді Рінер        | Девід Моура         | Найдангийн Тувшинбаяр |
| Понад 100 кг | Тедді Рінер        | Девід Моура         | Рафаел Сілва          |

### Жінки
| Змагання    | Золото               | Срібло              | Бронза               |
| ----------- | -------------------- | ------------------- | -------------------- |
| До 48 кг    | Фуна Тонакі          | Мунхбатин Уранцецег | Амі Кондо            |
| До 48 кг    | Фуна Тонакі          | Мунхбатин Уранцецег | Отгонцецег Галбадрах |
| До 52 кг    | Аі Шішіме            | Нацумі Цунода       | Наталія Кузютіна     |
| До 52 кг    | Аі Шішіме            | Нацумі Цунода       | Еріка Міранда        |
| До 57 кг    | Доржсуренгійн Сум'яа | Цукаса Йосіда       | Елен Ресево          |
| До 57 кг    | Доржсуренгійн Сум'яа | Цукаса Йосіда       | Некода Сміт-Девіс    |
| До 63 кг    | Кларісс Агбеньєну    | Тіна Трстеняк       | Агата Оздоба         |
| До 63 кг    | Кларісс Агбеньєну    | Тіна Трстеняк       | Балдор Мунгунчімег   |
| До 70 кг    | Тідзуру Арай         | Марія Перес         | Юрі Альвеар          |
| До 70 кг    | Тідзуру Арай         | Марія Перес         | Марія Бернабеу       |
| До 78 кг    | Майра Агіяр          | Мамі Умекі          | Каліма Антомарчі     |
| До 78 кг    | Майра Агіяр          | Мамі Умекі          | Наталі Пауел         |
| Понад 78 кг | Юй Сун               | Сара Асахіна        | Кім Мін Чон          |
| Понад 78 кг | Юй Сун               | Сара Асахіна        | Ірина Кіндзерська    |

### Змішана команда
| Змагання | Золото | Срібло | Бронза |
| -------- | --- | --- | --- |
| Команда  | Японія Чізуру Арай Сара Асахіна Харасава Хісайосі Соїчі Хашімото Кента Нагасава Таканорі Нагасе Рікі Накая Такеші Оджітані Сакі Ніїзое Акіра Соне Нае Удака Тсукава Йошида | Бразилія Марія Альтеман Едуардо Барбоса Едуардо Беттоні Марсело Контіні Еріка Міранда Девід Моура Віктор Пеналбер Марія Портела Кетлейн Квадрос Рафаел Сілва Рафаела Сілва Беатріс Соуза | Франція Кларісс Агбеньєну Емілі Андеоль Бенджамін Аксус Аксель Клерже Роман Діко П'єр Дюпра Марі-Єва Ганьє Пріссіла Нєто Сіріль Маре Лоїк П'єтрі Елен Ресево Тедді Рінер |
| Команда  | Японія Чізуру Арай Сара Асахіна Харасава Хісайосі Соїчі Хашімото Кента Нагасава Таканорі Нагасе Рікі Накая Такеші Оджітані Сакі Ніїзое Акіра Соне Нае Удака Тсукава Йошида | Бразилія Марія Альтеман Едуардо Барбоса Едуардо Беттоні Марсело Контіні Еріка Міранда Девід Моура Віктор Пеналбер Марія Портела Кетлейн Квадрос Рафаел Сілва Рафаела Сілва Беатріс Соуза | Південна Корея Ан Ба Ул Ан Чанг Рім Квак Дон Хан Джеон Хей Джін Джі Юн Со Кім Мін Чон Кім Сон Мін Кім Сон Йон Квон Юн Джон Лі Джа Йон Пак Ю Джін Вон Джон Хон            |